# ويليام إل. اندروز
ويليام إل. اندروز (بالإنجليزية: William L. Andrews)‏ هو سياسي أمريكي، ولد في 9 فبراير 1865 في مقاطعة ألبمارل في الولايات المتحدة، وتوفي في 19 يوليو 1936 في روانوك في الولايات المتحدة. حزبياً، نشط في الحزب الديمقراطي. وقد انتخب عضو مجلس ولاية فرجينيا.